# Silis nitidula
Silis nitidula  (лат.) — вид жуков-мягкотелок. Длина тела взрослых насекомых (имаго) 5—6 мм. У самцов всё тело чёрное, у самок переднеспинка рыжая. Переднеспинка без морщинок, у самцов с глубокой и широкой выемкой у задних углов, у самок без выемки.